# 루디 메이
루돌프 메이 주니어(Rudolph May Jr., 1944년 7월 18일~2024년 10월 19일)는 미국의 프로 야구 선수로, 좌완 투수였다. 1965년과 1969년부터 1983년까지 메이저 리그 베이스볼(MLB)에서 뛰었으며, 로스앤젤레스/캘리포니아 에인절스, 뉴욕 양키스, 볼티모어 오리올스, 몬트리올 엑스포스를 거쳤다. 커리어 초반에는 위력적인 속구를 구사했으나, 날카롭게 꺾이는 커브로 더 잘 알려져 있었다. 또한, 1980년 아메리칸 리그 평균자책점 1위에 이름을 올렸다.

## 어린 시절과 마이너 리그
메이는 미국 캘리포니아주 오클랜드에 있는 캐슬먼트 고등학교에 재학하며 야구를 했으며, 이때 야구부 팀 동료 중에는 후일 미국 야구 명예의 전당에 헌액되는 조 모건도 있었다. 메이는 1962년에 아마추어 자유계약선수 신분으로 미네소타 트윈스와 계약을 맺었기 때문에, 1964년부터 제도화된 메이저 리그 베이스볼 드래프트의 적용을 받지 않은 마지막 선수들 가운데 한 명이기도 했다. 메이는 프로 첫해인 1963년에 클래스 A 비즈마크-맨던 파즈 소속으로 24경기에 나서 168이닝 동안 11승 11패, 4.29의 평균자책점을 기록했다.
1963년, 메이는 1953년 신인 드래프트(정식 제도 도입 전 시행된 임시 드래프트)에서 1순위로 시카고 화이트삭스의 지명을 받았다. 1964년에는 싱글 A 타이드워터 타이즈와 트리플 A 인디애나폴리스 인디언스에서 뛰었는데, 두 팀에서의 성적을 합쳐 30경기에서 200이닝 넘게 소화하며 17승 8패, 2.61의 평균자책점을 기록했다.
1964년 시즌 후 시카고 화이트삭스는 메이를 필라델피아 필리스로 보내고 포수 빌 히스와 추후 지명 선수(조엘 깁슨)를 데려오는 트레이드를 단행했고, 필라델피아 필리스 구단은 다시 메이를 로스앤젤레스 에인절스로 보내고 포수 보 벨린스키를 영입하는 트레이드를 진행했다.

## 메이저 리그 경력
메이는 20세였던 1965년에 로스앤젤레스 에인절스 소속으로 메이저 리그에 데뷔했다. 그해 4월 18일 디트로이트 타이거스전에 선발투수로 나서 9이닝 동안  1피안타 5볼넷 10탈삼진 1실점으로 노 디시전을 기록했다. 이해 메이저 리그에서 30경기(19선발)에 등판해 124이닝 동안 4승 9패, 76탈삼진, 3.92의 평균자책점을 나타냈다. 하지만 1966년부터 1968년까지는 마이너 리그에 머물렀으며, 세 시즌 도합 248이닝을 소화하며 18승 10패를 기록했다.
1969년에 다시 메이저 리그로 돌아와 1974년 초반까지 에인절스 소속으로 200경기에 출전했으며, 주로 선발투수로 뛰었으나 불펜으로도 종종 기용되었다. 에인절스에서만 통산 1,014+2⁄3이닝을 던지며 47승 67패를 기록했다.
1974년 6월 15일, 뉴욕 양키스는 에인절스로부터 메이를 영입했다. 메이는 1974년부터 1976년까지 양키스에서의 세 시즌 동안 60경기에서 394+1⁄3이닝을 소화하며 26승 19패의 성적을 기록했다.
1976년 6월 15일, 트레이드 마감 시한을 앞두고 양키스의 메이, 릭 뎀프시, 스콧 맥그레거, 티피 마르티네스, 데이브 파간과 볼티모어 오리올스의 켄 홀츠먼, 도일 알렉산더, 엘로드 헨드릭스, 그랜트 잭슨, 지미 프리먼을 맞바꾸는 대형 트레이드가 성사되었다. 메이는 선발 등판한 경기에서 일찍 강판되는 경우가 잦아 빌리 마틴 양키스 감독의 신임을 잃은 상태였다. 메이는 1976년부터 1977년까지 2년 동안 볼티모어 오리올스 소속으로 61경기에 출전해 404이닝 동안 29승 21패의 성적을 거뒀다.
1977년 12월 7일, 윈터 미팅에서 볼티모어의 메이와 랜디 밀러, 브린 스미스와 몬트리올 엑스포스의 돈 스탠하우스, 조 케리건, 게리 로에니키를 맞바꾸는 대형 트레이드가 이루어졌다. 메이는 1978년부터 1979년까지 몬트리올 엑스포스에서 2년 동안 60경기에 출전해 237+2⁄3이닝 동안 18승 13패, 3.26의 평균자책점을 기록했다.
1979년 시즌이 끝나고 자유계약선수 자격을 얻은 메이는 그해 11월 8일에 뉴욕 양키스와 계약을 맺었다. 양키스 시절이던 1980년, 메이는 평균자책점 2.46으로 아메리칸 리그 평균자책점 1위를 기록했다. 1980년부터 1983년까지 양키스 소속으로 뛴 메이저 리그에서의 마지막 4년 동안 메이는 124경기에 출전해 28승 27패, 3.30의 평균자책점을 기록했다.

## 개인사
메이는 17세 때 잠수 훈련 프로그램에 참여하여 공인 잠수 자격을 취득했다. 프로 야구 선수로서 은퇴한 뒤에는 써클 K에 입사해 캘리포니아에서 점장으로 근무했다.
메이는 2024년 10월 19일, 향년 80세로 사망하였다. 당시 당뇨병을 앓고 있었으나, 사인으로 공식 발표되지는 않았다.